# Pidlissea, Rojneativ
Pidlissea (în ucraineană Підлісся) este un sat în comuna Duba din raionul Rojneativ, regiunea Ivano-Frankivsk, Ucraina.

## Demografie
Componența lingvistică a localității Pidlissea
     Ucraineană (100%)
Conform recensământului din 2001, toată populația localității Pidlissea era vorbitoare de ucraineană (100%).